# Смолинске
Смолинске (на словашки: Smolinské) е село в окръг Сеница, Търнавски край, Западна Словакия. Населението му е 906 души.
Разположено е на 190 m надморска височина, на 22 km западно от град Сеница. Площта му е 15,69 km². Кмет на селото е Владимир Смолински.